# Let's Get It Started (The Black Eyed Peas)
Let's Get It Started è un singolo del gruppo musicale statunitense The Black Eyed Peas, pubblicato il 22 giugno 2004 come quarto estratto dal terzo album in studio Elephunk.

## Descrizione
Originariamente intitolato Let's Get Retarded nell'album, il brano interpola parte della base strumentale del brano Wannabe delle Spice Girls (1996). Il significato colloquiale di "retarded" ("ritardato") usato nel brano originale, si riferisce invece al divertirsi a spese di altri. La parola "retarded" è comunemente usata nello slang, ma è anche un termine molto offensivo se rivolto a chi ha disturbi psichici.
Per poter essere trasmessa in radio o nei club, i Black Eyed Peas hanno registrato la versione del brano con il titolo "Let's Get It Started". Tale titolo è un modo di dire statunitense per indicare l'andare a divertirsi su una pista da ballo.
Il brano è stato inserito nella colonna sonora dei film La bottega del barbiere 2, White Chicks, American Trip - Il primo viaggio non si scorda mai, Boygirl - Questione di... sesso e nella prima serie del telefilm The O.C.. Ha ottenuto una grande popolarità dopo essere diventato il tema musicale degli NBA Playoffs 2004 trasmessi sulla ABC. Inoltre è stato usato nella pubblicità del videogioco The Urbz: Sims in the City.

## Video musicale
Il video, diretto da Francis Lawrence, è completamente ambientato in un ambiente urbano notturno. La scena introduttiva mostra Fergie cantare l'introduzione al telefono mentre la successiva mostra il gruppo sul palco intento a eseguire il brano.

## Tracce
CD singolo – parte 1
1. Let's Get It Started (Spike Mix)
2. Way U Make Me Feel (Album Version Explicit)
3. Let's Get Retarded (Album Version)

CD singolo – parte 2
1. Let's Get It Started (Spike Mix)
2. Way U Make Me Feel
3. Bridging the Gaps
4. Let's Get Retarded

## Classifiche

### Classifiche settimanali
| Classifica (2004) | Posizione massima |
| ----------------- | ----------------- |
| Australia         | 2                 |
| Austria           | 18                |
| Belgio (Fiandre)  | 22                |
| Belgio (Vallonia) | 24                |
| Danimarca         | 17                |
| Francia           | 7                 |
| Germania          | 18                |
| Irlanda           | 11                |
| Italia            | 12                |
| Nuova Zelanda     | 6                 |
| Paesi Bassi       | 15                |
| Regno Unito       | 11                |
| Stati Uniti       | 21                |
| Svizzera          | 13                |
| Ungheria (dance)  | 1                 |

### Classifiche di fine anno
| Classifica (2004) | Posizione |
| ----------------- | --------- |
| Australia         | 44        |
| Regno Unito       | 127       |
| Svizzera          | 52        |
| Classifica (2024) | Posizione |
| Kazakistan        | 113       |

## Cover
Nel 2017 il gruppo italiano Måneskin ha realizzato una cover in chiave rock del brano, includendola nell'EP Chosen.